# هوراسیو پاگانی
هوراسیو پاگانی (به انگلیسی: Horacio Pagani) (زاده ۱۰ نوامبر ۱۹۵۵) کارآفرین، طراح خودرو و مدیر اجرایی آرژانتینی است، که در سال ۱۹۹۲ شرکت پاگانی را تأسیس کرد.